# A magyar labdarúgó-válogatott 2017. június 9-i mérkőzése
A magyar labdarúgó-válogatott 2018-as világbajnoki selejtezőjének hatodik mérkőzése 2017. június 9-én, Andorra la Vellában, az Estadi Nacional stadionban, az ellenfél Andorra válogatottja. Ez a magyar labdarúgó-válogatott 917. hivatalos mérkőzése és a két válogatott egymás elleni 4. összecsapása.
A mérkőzést Andorra nyerte 1–0-ra.

## Előzmények
2017. június 8-án, egy nappal az összecsapás előtt, megtartotta mérkőzés előtti sajtótájékoztatóját Bernd Storck, az Andorra elleni világbajnoki selejtezőre készülő magyar labdarúgó-válogatott szövetségi kapitánya. A német szakember elmondta, hogy Kádár Tamás játéka kisebb sérülés miatt kérdéses.
Budapesten sem volt könnyű Andorra ellen. A szurkolók talán már csak arra emlékeznek, hogy négy góllal győztünk, ezért pénteken is simán nyernünk kell, de az a helyzet, hogy az első fél óra a Groupama Arénában sem volt könnyű ellenük. Kemények, szervezettek, fizikailag erős ellenfélről beszélünk, de az persze igaz: az első gól után könnyebb dolgunk volt már, és sikerült újabb találatokat szereznünk. Természetesen nagyjából kialakult a fejemben, hogyan, kikkel állunk fel a pénteki összecsapáson. Biztosan arra törekszenek, hogy a saját stílusukban futballozzanak. Azt nem tudom, többet támadnak-e, mint a budapesti találkozásunk alkalmával, de több önbizalma lesz Andorrának. Ugyanakkor felkészültünk erre, és az a célunk, hogy szervezett, egységes játékkal a mi akaratunk érvényesüljön.
A mérkőzés előtt Andorra a 186. helyen, a magyarok a 33. helyen álltak a FIFA-világranglistán.

## Helyszín
A találkozót Andorra la Vellában rendezték, az Estadi Nacional stadionban.

## Keretek
megjegyzés: A táblázatokban szereplő adatok a mérkőzés előtti állapotnak megfelelőek.
Bernd Storck 2017. május 25-én hozta nyilvánosságra a mérkőzés magyar válogatott keretét a Magyar Labdarúgó-szövetség hivatalos twitter oldalán. Érdekessége, hogy 7 újonc is szerepel benne, köztük az első 2000. január 1-je után született, még utánpótlás korú játékos, Szoboszlai Dominik, aki az U17-es Európa-bajnoki selejtezőben több fontos góllal vétette észre magát.
| Magyarország                      | Magyarország        | Magyarország                     | Magyarország | Magyarország | Magyarország                 | Magyarország                      |
| Poszt                             | Név                 | Születési idő és életkor         | Vál.         | Gól          | Klub                         | Utolsó válogatottság              |
| --------------------------------- | ------------------- | -------------------------------- | ------------ | ------------ | ---------------------------- | --------------------------------- |
| K                                 | Gulácsi Péter       | 1990. május 6. (27 évesen)       | 8            | 0            | RB Leipzig                   | 2017. 06. 05-én Oroszország ellen |
| K                                 | Megyeri Balázs      | 1990. március 31. (27 évesen)    | 1            | 0            | Greuther Fürth               | 2016. 11. 15-én Svédország ellen  |
| K                                 | Gróf Dávid          | 1989. április 17. (28 évesen)    | 0            | 0            | Budapest Honvéd FC           | –                                 |
| V                                 | Bese Barnabás       | 1994. május 6. (23 évesen)       | 6            | 0            | Le Havre AC                  | 2017. 06. 05-én Oroszország ellen |
| V                                 | Kádár Tamás         | 1990. március 14. (27 évesen)    | 39           | 0            | Dinamo Kijev                 | 2017. 06. 05-én Oroszország ellen |
| V                                 | Kleisz Márk         | 1998. július 2. (18 évesen)      | 1            | 0            | Vasas SC                     | 2017. 06. 05-én Oroszország ellen |
| V                                 | Kocsis Gergő        | 1994. március 7. (23 évesen)     | 0            | 0            | FC DAC 1904 (Dunaszerdahely) | –                                 |
| V                                 | Lang Ádám           | 1993. január 17. (24 évesen)     | 20           | 1            | Dijon                        | 2017. 06. 05-én Oroszország ellen |
| V                                 | Paulo Vinícius      | 1990. február 21. (27 évesen)    | 2            | 0            | Videoton FC                  | 2017. 06. 05-én Oroszország ellen |
| V                                 | Tóth Bence          | 1998. május 25. (19 évesen)      | 0            | 0            | Puskás Akadémia FC           | –                                 |
| KP                                | Dzsudzsák Balázs    | 1986. december 23. (30 évesen)   | 88           | 20           | el-Vahda                     | 2017. 06. 05-én Oroszország ellen |
| KP                                | Elek Ákos           | 1988. július 21. (28 évesen)     | 42           | 1            | Kajrat Almati FK             | 2016. 11. 15-én Svédország ellen  |
| KP                                | Gyurcsó Ádám        | 1991. március 6. (26 évesen)     | 17           | 3            | MKS Pogoń Szczecin           | 2017. 06. 05-én Oroszország ellen |
| KP                                | Kalmár Zsolt        | 1995. június 9. (22 évesen)      | 9            | 0            | Bröndby                      | 2017. 06. 05-én Oroszország ellen |
| KP                                | Kleinheisler László | 1994. április 8. (23 évesen)     | 12           | 1            | Ferencvárosi TC              | 2017. 06. 05-én Oroszország ellen |
| KP                                | Márkvárt Dávid      | 1994. szeptember 20. (22 évesen) | 1            | 0            | Puskás Akadémia FC           | 2017. 06. 05-én Oroszország ellen |
| KP                                | Nagy Ádám           | 1995. június 17. (21 évesen)     | 17           | 0            | Bologna                      | 2017. 06. 05-én Oroszország ellen |
| KP                                | Nagy Dominik        | 1995. május 8. (22 évesen)       | 1            | 0            | KP Legia Warszawa            | 2016. 11. 15-én Svédország ellen  |
| KP                                | Sallai Roland       | 1997. május 22. (20 évesen)      | 2            | 0            | Palermo                      | 2017. 06. 05-én Oroszország ellen |
| KP                                | Stieber Zoltán      | 1988. október 16. (28 évesen)    | 20           | 3            | 1. FC Kaiserslautern         | 2017. 06. 05-én Oroszország ellen |
| KP                                | Szoboszlai Dominik  | 2000. október 25. (16 évesen)    | 0            | 0            | FC Red Bull Salzburg U19     | –                                 |
| CS                                | Eppel Márton        | 1991. október 26. (25 évesen)    | 1            | 0            | Budapest Honvéd              | 2017. 06. 05-én Oroszország ellen |
| CS                                | Balogh Norbert      | 1996. február 21. (21 évesen)    | 1            | 0            | Palermo                      | 2017. 06. 05-én Oroszország ellen |
| Szövetségi kapitány: Bernd Storck |                     |                                  |              |              |                              |                                   |

## A mérkőzés
| 2017. június 9. 20:45 (CES) |

| Andorra   | 1 – 0               | Magyarország |
| --------- | ------------------- | ------------ |
| Rebés 26' | (1 – 0) Jegyzőkönyv |              |

| Estadi Nacional, Andorra la Vella, Andorra Játékvezető: Charalambos Kalogeropoulos (görög) |

| Csapatszínek | Csapatszínek | Csapatszínek |
| Csapatszínek |              |              |
| Csapatszínek |              |              |
|              |              |              |
| Andorra      |              |              |

| Csapatszínek | Csapatszínek | Csapatszínek |
| Csapatszínek |              |              |
| Csapatszínek |              |              |
|              |              |              |
| Magyarország |              |              |

Használt rövidítések (magyar rövidítés – angol rövidítés – poszt):
| - KA – GK – kapus - V – DF – hátvéd - S – SW – söprögető - JV – RB – jobb oldali védő - KV – CB – középső védő - BV – LB – bal oldali védő - JSZV – RWB – jobb szélső védő - BSZV – LWB – bal szélső védő | - KP – MF – középpályás - VKP – DM – védekező középpályás - BKP – LM – bal oldali középpályás - KKP – CM – középső középpályás - JKP – RM – jobb oldali középpályás | - JSZ – RW – jobb szélső - BSZ – LW – bal szélső - TKP – AM – támadó középpályás | - CS – ST, FW – csatár - JCS – RF – jobb oldali csatár - KCS – CF – középső csatár - BCS – LF – bal oldali csatár |

| ANDORRA:      |    |                    |         |
|               |    |                    |         |
| KA            | 1  | Josep Gómes        |         |
| JV            | 21 | Jesus Rubio        | 61'     |
| KV            | 6  | Ildefons Lima      | 30'     |
| KV            | 20 | Max Llovera        |         |
| BV            | 15 | Moises San Nicolas | 37'     |
| JKVK          | 3  | Marc Vales         |         |
| BKVK          | 4  | Marc Rebes         | 26'     |
| BKP           | 8  | Ludovic Clemente   | 83'     |
| TKP           | 7  | Marc Pujol         | 88'     |
| JKP           | 16 | Alex Martinez      |         |
| CS            | 14 | Jordi Aláez        | 28' 68' |
| Cserék:       |    |                    |         |
| KA            | 13 | Ferrán Pol         |         |
| V             | 5  | Emili Garcia       |         |
| V             | 19 | Sergio Gomez       |         |
| V             | 22 | David Maneiro 68'  |         |
| CS            | 9  | Gabriel Riera      | 83'     |
| CS            | 10 | J. Sánchez         |         |
| CS            | 18 | Josep Ayala        | 88'     |
| Vezetőedző:   |    |                    |         |
| Kevin Álvárez |    |                    |         |

| MAGYARORSZÁG: |    |                     |       |
|               |    |                     |       |
| KA            | 1  | Gulácsi Péter       |       |
| JV            | 21 | Bese Barnabás       | 45+1' |
| KV            | 3  | Vinícius Paulo      |       |
| KV            | 2  | Lang Ádám           | 56'   |
| KV            | 23 | Tóth Bence          |       |
| KVK           | 18 | Stieber Zoltán      | 21'   |
| KVK           | 8  | Nagy Ádám           |       |
| JKP           | 7  | Dzsudzsák Balázs    |       |
| TKP           | 15 | Kleinheisler László |       |
| BKP           | 17 | Gyurcsó Ádám        | 72'   |
| CS            | 11 | Eppel Márton        |       |
| Cserék:       |    |                     |       |
| KA            | 12 | Gróf Dávid          |       |
| KA            | 22 | Megyeri Balázs      |       |
| V             | 5  | Kleisz Márk         |       |
| V             | 13 | Kocsis Gergő        |       |
| KP            | 6  | Márkvárt Dávid      |       |
| KP            | 10 | Kalmár Zsolt        |       |
| KP            | 14 | Nagy Dominik        | 21'   |
| KP            | 16 | Szoboszlai Dominik  |       |
| CS            | 19 | Balogh Norbert      | 56'   |
| CS            | 20 | Sallai Roland       | 72'   |
| Vezetőedző:   |    |                     |       |
| Bernd Storck  |    |                     |       |

## Gólok és figyelmeztetések
A magyar válogatott játékosainak góljai és figyelmeztetései a selejtezősorozatban.
Csak azokat a játékosokat tüntettük fel a táblázatban, akik legalább egy gólt szereztek vagy figyelmeztetést kaptak.
A játékosok vezetéknevének abc-sorrendjében.
| Mérkőzés            | Mérkőzés | Mérkőzés | Mérkőzés | Mérkőzés | Mérkőzés | FRO–HUN     | HUN–SUI     | LVA–HUN     | HUN–AND     | POR–HUN     | AND–HUN     | HUN–LVA     | HUN–POR     | SUI–HUN     | HUN–FRO     |
| ------------------- | -------- | -------- | -------- | -------- | -------- | ----------- | ----------- | ----------- | ----------- | ----------- | ----------- | ----------- | ----------- | ----------- | ----------- |
| Figyelmeztetések    | Gól      |          |          |          | KM       | 2016.09.06. | 2016.10.07. | 2016.10.10. | 2016.11.13. | 2017.03.25. | 2017.06.09. | 2017.08.31. | 2017.09.03. | 2017.10.07. | 2017.10.10. |
| Bese Barnabás       | 0        | 1        | 0        | 0        | 0        |             |             |             |             |             | Sárga lap   |             |             |             |             |
| Dzsudzsák Balázs    | 0        | 1        | 0        | 0        | 0        |             |             |             |             | Sárga lap   |             |             |             |             |             |
| Fiola Attila        | 0        | 1        | 0        | 0        | 0        | Sárga lap   |             |             |             |             |             |             |             |             |             |
| Gera Zoltán         | 1        | 1        | 0        | 0        | 0        |             |             |             | Gól         | Sárga lap   |             |             |             |             |             |
| Gyurcsó Ádám        | 2        | 0        | 0        | 0        | 0        |             |             | Gól         | Gól         |             |             |             |             |             |             |
| Kádár Tamás         | 0        | 3        | 0        | 0        | 1        | Sárga lap   |             | Sárga lap   | X           | Sárga lap   |             |             |             |             |             |
| Kleinheisler László | 0        | 2        | 0        | 0        | 1        | Sárga lap   |             |             | Sárga lap   | X           |             |             |             |             |             |
| Korhut Mihály       | 0        | 1        | 0        | 0        | 0        |             |             |             | Sárga lap   |             |             |             |             |             |             |
| Lang Ádám           | 1        | 0        | 0        | 0        | 0        |             |             |             | Gól         |             |             |             |             |             |             |
| Szalai Ádám         | 4        | 0        | 0        | 0        | 0        |             | Gól · Gól   | Gól         | Gól         |             |             |             |             |             |             |
| Összesen            | 8        | 10       | 0        | 0        | 2        |             |             |             |             |             |             |             |             |             |             |

Jelmagyarázat: Helyszín: O = Otthon; I = Idegenben;
 = szerzett gólok;  = sárga lapos figyelmeztetés;  = egy mérkőzésen 2 sárga lap utáni azonnali kiállítás;  = piros lapos figyelmeztetés, azonnali kiállítás; X = eltiltás; KM = eltiltás miatt kihagyott mérkőzés

## Örökmérleg a mérkőzés után
| Magyarország |           | Andorra |
| ------------ | --------- | ------- |
| 3            | Győzelem  | 1       |
| 0            | Döntetlen | 0       |
| 11           | Gólok     | 1       |
| 6/8          | Pontok    | 2/8     |
| 75,00%       | %         | 25,00%  |

A táblázatban a győzelemért 2 pontot számoltunk el.

### Összes mérkőzés
Győzelem
      Döntetlen
      Vereség
| No.       | Dátum         | Helyszín                          | Nézőszám | Mérkőzés     | Eredmény                       | Gólszerző(k)                                                        | Forrás |
| --------- | ------------- | --------------------------------- | -------- | ------------ | ------------------------------ | ------------------------------------------------------------------- | ------ |
| 1. (875.) | 2012. 09. 07. | Budapest, Groupama Aréna          | 1 100    | vb-selejtező | Andorra–Magyarország 0–5 (0–2) | Juhász 12', Gera 32' (11-esből), Szalai 54', Priskin 68', Koman 82' | [ 4 ]  |
| 2. (884.) | 2013. 10. 15. | Budapest, Puskás Ferenc Stadion   | 5 000    | vb-selejtező | Magyarország–Andorra 2–0 (0–0) | Nikolics 52', Lima 76'                                              | [ 5 ]  |
| 3. (913.) | 2016. 11. 13. | Budapest, Groupama Aréna          | 20 000   | vb-selejtező | Magyarország–Andorra 4–0 (2–0) | Gera 34', Lang 43', Gyurcsó 73', Szalai 88'                         | [ 6 ]  |
| 4. (917.) | 2017. 06. 09. | Andorra la Vella, Estadi Nacional |          | vb-selejtező | Andorra–Magyarország 1–0 (1–0) | Rebés 26'                                                           | [ 7 ]  |

## A selejtezőcsoport állása a mérkőzés után
További mérkőzések a fordulóban
| 2017. június 9. | Feröer     | 0–2 | Svájc      |
| 2017. június 9. | Lettország | 0–3 | Portugália |

| Hely. | Csapat       | M | Gy | D | V | G+ | G– | Gk  | P  | Továbbjutás                      |
| ----- | ------------ | - | -- | - | - | -- | -- | --- | -- | -------------------------------- |
| 1.    | Svájc        | 6 | 6  | 0 | 0 | 12 | 3  | +9  | 18 | Kijut a 2018-as világbajnokságra |
| 2.    | Portugália   | 6 | 5  | 0 | 1 | 22 | 3  | +19 | 15 | Lehetséges pótselejtező          |
| 3.    | Magyarország | 6 | 2  | 1 | 3 | 8  | 7  | +1  | 7  |                                  |
| 4.    | Feröer       | 6 | 1  | 2 | 3 | 2  | 10 | −8  | 5  |                                  |
| 5.    | Andorra      | 6 | 1  | 1 | 4 | 2  | 13 | −11 | 4  |                                  |
| 6.    | Lettország   | 6 | 1  | 0 | 5 | 2  | 12 | −10 | 3  |                                  |

1. ↑  A nyolc legjobb csoportmásodik pótselejtezőt játszik. A kilencedik csoportmásodik kiesik.

## A mérkőzés után
Andorra történetének második győzelmét szerezte tétmérkőzésen. Ezt megelőzően csak 2004-ben nyertek Macedónia ellen, a 2006-os világbajnokság selejtezőjében. Összességében ez volt Andorra 141. hivatalos mérkőzése, és az 5. győzelme. Tétmérkőzésen 66 mérkőzés óta tartó nyeretlenségi sorozatuk szakadt meg.
A magyar válogatott történetében először kapott ki egymás után négy alkalommal úgy, hogy a négy mérkőzésen gólt sem szerzett (Magyarország–Svédország 0–2, Portugália–Magyarország 3–0, Magyarország–Oroszország 0–3, Andorra–Magyarország 1–0).
A lefújás után az andorraiak óriási ünneplésbe kezdtek. A magyar szurkolókhoz és nézők elé kimenő játékosok közé a biztonságiak álltak.
Nyilatkozatok:
Mindenkinek vállalnia kell a felelősséget ezért a meccsért - nekem is.
Rettenetesen csalódott vagyok, de szerintem mindenki így van ezzel. Teljes mértékben megértem a szurkolók elégedetlenségét, ők is ugyanúgy élték meg ezt a mérkőzést, mint mi. Mindig éreztük a támogatásukat, ezért különösen fájdalmas ez az eredmény. És ami még lehangoló: jobb volt az ellenfél.
Kikaptunk Andorra ellen, felesleges bármit mondanom, levetették velünk a mezt. Egy éve ilyenkor a csúcson voltunk, most meg a pokolban. Ez mindennek az alja.